# Eduardo Estrella
Rafael Eduardo Estrella Virella (Santo Domingo, 5 de junio de 1953) es un ingeniero civil y político dominicano. Ministro de Obras Públicas y Comunicaciones a partir del 26 de febrero de 2025 Senador de la República Dominicana y presidente del Senado de la República Dominicana.durante el periodo 2020-2023. Fungió como Secretario de Estado en la Secretaría de Estado de Obras Públicas y Comunicaciones de la República Dominicana (1991-1994); Senador por la provincia de Santiago de los Caballeros (1994-1998) y en el periodo (2020-2024). 
Estrella se afilió como miembro del Partido Reformista Social Cristiano, donde fue el primer candidato a la presidencia, tras la muerte de su líder político, Joaquín Balaguer en julio de 2002; electo en marzo de 2003. En el año 2007 renuncia a dicha organización para fundar el partido Dominicanos por el Cambio, siendo actualmente su presidente y miembro fundador.

## Vida personal
Rafael Eduardo Estrella Virella, nació el 5 de junio de 1953. Hijo del mayor general Guarionex Estrella Sahdalá y de Mabel Elisa Virella de Estrella y nieto del general Piro Estrella. Sus hermanos son Paulina, Mabel, Guarionex y Rosa Margarita. Está casado con Arelis Cruz de Estrella con quien ha procreado 3 hijos: Paula Isabel, Eduardo Guarionex (fallecido en el Colapso del techo de la discoteca Jet Set en abril de 2025) y Mabel Elisa, siendo la mayor Rocío, fruto de una relación anterior. 
Eduardo Estrella inició sus estudios primarios en el Colegio Calasanz de Santo Domingo, continuándolos en el Colegio de la Salle en la Ciudad de Santiago de los Caballeros, donde también llevó a cabo sus estudios secundarios. Sus estudios universitarios los realizó en la Universidad Nacional Autónoma de México (UNAM), de los Estados Unidos Mexicanos, en donde se graduó de Ingeniero Civil con calificaciones excelentes.

### Muerte de Trujillo
Su padre, el mayor general Guarionex Estrella Sahdalá, sufrió en carne propia las torturas físicas y mentales de los secuaces del tirano Rafael Leónidas Trujillo, luego de su ajusticiamiento en el año 1961. El general Estrella Sahdalá vivió todo tipo de maltratos, hasta con un bastón eléctrico su cuerpo fue torturado, porque su hermano, Salvador Estrella, participó en el ajusticiamiento de Trujillo.

## Cargos Públicos Desempeñados
- Designado secretario segunda clase en la Embajada Dominicana en la República Mexicana en el año 1972.
- Presidente de la Regional Norte del Colegio Dominicano de Ingenieros, Arquitectos y Agrimensores, CODIA en el período 1984-1985.
- Electo Suplente a Síndico de Santiago de los Caballeros en el periodo 1986-1990.
- Subsecretario de Estado de Obras Públicas y Comunicaciones por el presidente Dr. Joaquín Balaguer durante el período 1986-1990.
- Director Ejecutivo del Instituto Nacional de Agua Potable y Alcantarillado, INAPA, 1990-1991.
- Secretario de Estado de Obras Públicas y Comunicaciones (SEOPC), en el año 1991-1994. Donde realizó una gestión eficiente, y transparente ante empleados, contratistas y la opinión pública.

Supervisaba personalmente todas las obras que se ejecutaban y a las ayudantías de mantenimiento de todo el país. En su gestión se le otorgó obras a ingenieros, arquitectos y maestros constructores, sin importar sus preferencias políticas.[cita requerida]
Dentro de las obras que podemos destacar durante su gestión, están:
- Construcción de cientos de escuelas en todo el país.
- Se ejecutó un plan nacional de reconstrucción de caminos vecinales.
- Construcción de los puentes Gemelo Mella, Juan Bosch, Villa Rivas sobre el río Yuna.
- Ampliación del Aeropuerto de Puerto Plata.
- Construcción de la pista del Aeropuerto de Barahona.
- El Rompeolas y el patio de carga del Muelle de Haina.
- Reparación del muelle de Manzanillo.
- Remodelación de la Avenida del Puerto, la México.
- Ampliación de la avenida Núñez de Cáceres con el túnel.
- Avenida República de Colombia, en Santo Domingo.
- Avenida Yapur Dumit con el puente sobre el río Yaque, Avenida las Carreras y General López en Santiago.

Se pavimentaron cientos de kilómetros de calles y avenidas en las principales ciudades de la geografía nacional, abarcando la reconstrucción todas las calles de cada uno de los municipios de la región fronteriza del país, desde Manzanillo hasta Pedernales.[cita requerida]
El plan nacional de construcción de proyectos habitacionales, tanto de apartamentos como de viviendas, que se llevó a cabo en toda la geografía nacional.[cita requerida]
Aeropuerto Internacional Gregorio Luperón 
- Senador por la provincia de Santiago de los Caballeros en el Congreso de la República Dominicana para el periodo 1994-1998.

En este período, Estrella participó activamente en la aprobación de la Leyes 24-97 contra la Violencia Intrafamiliar,
66-97 de Educación, 352-98 de Protección a la Persona Envejeciente, entre otras.

### Cargos Políticos Desempeñados
- Candidato a la Presidencia de la República Dominicana por el Partido Reformista Social Cristiano, en las elecciones de mayo del 2004.
- Candidato a la presidencia de la República para las elecciones del 2008 por la coalición de la cuarta vía integrada por los partidos Revolucionario Social Demócrata (PRSD), Humanista Dominicano (PHD), Movimiento Frente Nacional Organizado (FRENO) y Movimiento Dominicanos por el Cambio (DxC).
- Presidente-Fundador del Partido Dominicanos por el Cambio – DXC -.
- Miembro fundador de la Fundación Dr. Joaquín Balaguer.

## Candidato a la Presidencia de la República Dominicana
Como candidato presidencial Eduardo Estrella y el Partido Dominicanos por el Cambio sustentan su propuesta de gestión gubernamental en la reducción del gasto corriente, ahorro interno, el rechazo a la política impositiva y de endeudamiento externo, la generación de empleos, el fomento a la pequeña y mediana empresa, fomento a la generación de divisas, la reducción del costo de la vida y la inversión en la educación, salud y vivienda entre otros aspectos.